# Rollen Stewart
Rollen Stewart (* 20. Mai 1944 in Spokane, Washington) ist eine ehemalige Berühmtheit der US-amerikanischen Medienwelt.
Anfangs war sein Ziel, möglichst oft im Fernsehen zu sehen zu sein, weshalb er eine Afro-Look-Perücke aufsetzte, die er bunt gefärbt hatte. Bei Publikumsaufnahmen diverser Sportveranstaltungen wurde er wegen seiner Originalität besonders oft übertragen. Wegen seiner bunten Haare wurde er auch Rainbow Man genannt.
Nachdem er 1980 zu den wiedergeborenen Christen konvertiert war, nutzte er seine Popularität und machte mit bedruckten T-Shirts und Schildern auf religiöse Inhalte aufmerksam.
Zu besonderer Berühmtheit brachte es das John 3:16-Schild. Es verweist auf eine Stelle im Johannes-Evangelium (engl. „John“, Kapitel 3, Vers 16):
„Denn also hat Gott die Welt geliebt, dass er seinen eingeborenen Sohn dahingab, damit alle, die an ihn glauben, nicht verloren werden, sondern das ewige Leben haben.“
Rollen Stewart war bei Golfturnieren, Fußballmatches, Olympischen Spielen, Parteiveranstaltungen der Republikaner und der Demokraten, sowie bei der Hochzeit von Prince Charles und Lady Diana zu sehen.
1992 wurde er in Haft genommen, nachdem er versuchte, zwei Männer und eine Putzfrau in einem kalifornischen Hotel als Geisel zu nehmen, da der Untergang der Welt in sechs Tagen bevorstehe. Er drohte auch, auf Flugzeuge des nahe gelegenen Flughafens von Los Angeles zu schießen und deckte die Fenster mit „John 3:16“-Plakaten ab. Wegen dieser Geiselnahme verbüßt Stewart momentan eine dreifach-lebenslange Haftstrafe, da er einen plea deal ablehnte. 2002 wurde erstmals eine Entlassung auf Bewährung geprüft, zuletzt wurde dies 2010 abgelehnt. Die nächste Prüfung kann frühestens 2017 stattfinden.
Sein Leben wurde 1997 durch Sam Green Thema des Dokumentarfilmes The Rainbow Man/John 3:16. Ein Lied von Steve Taylor nannte ihn den Bannerman.